# Carl Rütti
Carl Rütti (Fribourg, 24 maart 1949) is een Zwitsers componist, organist en pianist.

## Levensloop
Rütti groeide op in Zug en kreeg pianolessen bij Cécile Hux. Na zijn basisopleiding aan de "Stiftsschule Engelberg" studeerde hij aan de Hochschule für Musik und Theater Zürich muziektheorie, contrapunt, fuga, bij Sava Savoff piano en bij Erich Vollenwyder orgel. In 1975 studeerde hij af met de diploma's in beide hoofdvakken (piano en orgel). 
In 1976 volgde een studiejaar te Londen aan het Royal College of Music bij onder andere Kendall Taylor en Richard Latham. Onder de indruk van de Engelse koortraditie begon hij veelstemmige koorwerken te schrijven en als componist werkzaam te worden. 
Na zijn terugkomst werd hij docent aan de Hochschule für Musik und Theater Zürich en organist in het plaatsje Oberägeri. Verder was hij bezig met composities en werkte ook als orgel- en pianosolist. In 1981 werden door de BBC Singers radio opnames gemaakt. Sindsdien heeft hij regelmatig compositieopdrachten. In 1999 werd tijdens de bekende Promenadeconcerten in Londen het werk Alpha et Omega wereldwijd uitgezonden. In de King’s College Chapel in Cambridge werd voor het kerstfeest in 2000, 2002 en 2004 een carol van hem uitgevoerd. 
Voor het Europees Brassband Kampioenschap in 2001 in Montreux schreef hij het verplichte werk voor de hoogste divisie met de titel Montreux Wind Dances. In 2005 werd hij met de Anerkennungspreis van het kanton Zug onderscheiden. In 2006 ging het oratorium Zu Babel ein Turm op een tekst van Ulrich Knellwolf en de toneelmuziek voor het stuk Haus der neuen Schöpfung (tekst: Silja Walter) tijdens het 175-jaar jubileum van de concertkoor Solothurn in première. In 2008 werd het musical NIKKI, die hij samen met zijn zoon Tobias Rütti geschreven heeft, voor het eerst uitgevoerd.

## Composities

### Werken voor orkest
- 1986 Das Gold der Sonne, muzieksprookje voor spreker en orkest - tekst: B. van Dongen-Rütti
- 1986 Franziskus, voor orkest
- 1987 Concert, voor alpenhoorn en strijkorkest
- 1994 Panta Rhei, voor orkest
- 1996 Jig, voor strijkorkest (opdracht van de Festival Strings Luzern)
- 2002 Aegeri-Suite, voor orkest
  1. Passacaglia
  2. Jig
  3. Siciliano
  4. Tänzli
  5. Nüssler
- 2003 Dursli und Babeli, een presentatie van muziekinstrumenten op de basis van een Zwitsers lied voor 2 blokfluiten, dwarsfluit, klarinet, altsaxofoon, fagot, hoorn, trompet, trombone, eufonium (of tuba), slagwerk, harp, 2 gitaren, piano, accordeon, klavecimbel, violen, altviolen, cello's, contrabas en zang
- 2004 Zäme - Melodie und 13 Variationen, in verschillende bezettingen

#### Concerten voor instrumenten en orkest
- 1985 Pastorale, voor harp en strijkorkest
- 2005 3er Klavierkonzert, voor drie piano's en orkest

### Werken voor harmonieorkest en brassband
- 1974 Captain, mars voor harmonieorkest
- 1985 rev.2002 Emmaus, concert voor piano solo en harmonieorkest
- 1990 Blackbird in concert, voor harmonieorkest (verplicht werk in de hoogste afdeling harmonie voor het Eidgenössische Musikfest Lugano in 1990)
- 1999 Cher (Obwaldner Sprüche), voor voorzanger en brassband
- 2001 Metamorphosis, voor eufonium solo en harmonieorkest (of brassband)
- 2001 Montreux Wind Dances, voor brassband (verplicht werk in de hoogste divisie voor de Europese Brassband Kampioenschappen in 2001 in Montreux)
  1. Baumtanz
  2. Seetanz
  3. Feuertanz
- 2004-2005 Phoenix, voor brassband
- 2004-2005 Die goldenen Zwanziger - Hommage à Heinrich Danioth, voor sopraan en brassband 
  1. Winter-Einsamkeit
  2. Tyflä
  3. Am See
- 2005 Ground, voor harmonieorkest
- Jona mitenand, voor gemengd koor en harmonieorkest - tekst: Claudia Murer-Rusterholz

### Missen, oratoria en gewijde muziek
- 1974 Vater unser Onzevader, voor gemengd koor
- 1980 Wach auf, voor gemengd koor
- 1982 Magnificat, voor sopraan, alt, tenor, bas en 10-stemmig gemengd koor (opdracht van "Radio de la Suisse romande")
- 1982 Salve Regina, voor vierstemmig knappen- of vrouwenkoor en orgel
- 1982-1984 Missa angelorum, voor 11-stemmig gemengd koor (oorspronkelijk als "Missa brevis" gecomponeerd)
- 1982/1992 Nunc dimittis, voor sopraan, alt, tenor, bas en 10-stemmig gemengd koor
- 1984 Tag des Heiligen Bruder Klaus - Mein Herr und mein Gott, voor sopraan, tenor, samenzang, gemengd koor en acht blazers (ook: een versie met orgel) - tekst: Nicolaas van Flüe
- 1985 Jugendmesse, voor samenzang en instrumenten (variabele bezetting) - tekst: B. Schibli
- 1987 Ingenbohler-Messe (Sr. R.-P. Venzin/ Mutter Th. Scherer/ Franz v. Assisi), voor sopraan, mezzosopraan, alt, vierstemmig vrouwenkoor, samenzang, orgel en orkest
- 1989 Michaels-Vesper, voor sopraan, tenor, gemengd koor, samenzang, orgel en orkest
- 1990 Don Bosco-Messe, voor gemengd koor, samenzang, orgel (of piano) en slagwerk - tekst: Don Bosco, B. Schibli
- 1991 Baarer Weihnachtsoratorium, voor tenor, 14-stemmig gemengd koor, 3 acteuren, blazers, harp en altviool - tekst: S. Walter
- 1991 Vater unser Onzevader, voor vierstemmig gemengd koor, samenzang en orgel
- 1991-1992 O magnum mysterium, voor 13-stemmig gemengd koor
- 1992 Die Sterndeuter, voor sopraan, tenor, zesstemmig gemengd koor, instrumentaal ensemble, 3 koperblazers - tekst: B.van Dongen-Rütti
- 1992 Peter und Paul-Messe, voor vierstemmig gemengd koor, samenzang, orgel, 4 koperblazers, pauken - tekst: B. Schibli naar teksten van Petrus en Paulus
- 1993 Ave Maria, voor vierstemmig gemengd koor en orgel
- 1994 Lieder der Liebe (Koning Salomo), voor 14-stemmig gemengd koor en cello
- 1995 Bergpredigt, voor achtstemmig gemengd koor en orgel
- 1995 Verena die Quelle, oratorium voor 16-stemmig gemengd koor en zes instrumentalisten - tekst: Silja Walter
- 1996 Ave Maris Stella, voor 8-stemmig gemengd koor
- 1996 Sonnengesang (Zonnelied) (Franciscus van Assisi), voor achtstemmig gemengd koor en orgel
- 1996 Three Carols, voor gemengd koor en koperkwintet
  1. I wonder as I wander
  2. O little town of Bethlehem
  3. My dancing day
- 1997 St Peter and St Paul, voor gemengd koor en orgel (opdracht van de Norwich Cathedral Choir)
- 1997 Exodus Messe, voor gemengd koor, samenzang, orgel, 2 trompetten, trombone (of 2 violen en cello) - tekst: Silja Walter
- 1997 Veni Creator Spiritus, voor 40-stemmig gemengd koor
- 1997-1998 Stabat Mater, voor sopraan, mezzosopraan, alt, tenor, bas, twee koren, cello en strijkkwartet (opdracht van de English Baroque Choir)
- 1999 2 Liturgische Gesänge, voor samenzang, gemengd koor en orgel 
  1. Deinen Tod...
  2. Durch ihn...
- 1999 Ave Generosa, voor sopraan, alt, tenor, bas, twee koren (SSAATTBB+SSAATTBB) en orgel - tekst: Hildegard van Bingen
- 1999 Golgota Psalm, voor sopraan solo, brassband en orgel - tekst: Psalm 22
- 1999-2004 Christus Lebensbaum, voor solisten, gemengd koor, samenzang en orgel - tekst: Pater Eugen Bollin (OSB)
- 2000 A Blessing, voor gemengd koor en orgel - tekst: Jesaja)
- 2000 Till Earthly Passions Turn, voor sopraan, sopraan, alt, tenor, bas, gemengd koor, 3 trompetten, harp, slagwerk en strijkorkest - tekst: Bijbel, William Butler Yeats, Rainer Maria Rilke, Hymne "Down Ampney" van Ralph Vaughan Williams
- 2000 Mess-Gesänge zu Pfingsten, voor gemengd koor, samenzang, orgel, 4 koperblazers en strijkers
- 2001 Kostet und seht, voor gemengd koor en orgel - tekst: Psalm 34,9
- 2001 Solothurner Kreuzweg, voor sopraan, alt, tenor, bas, gemengd koor, orkest (dwarsfluit, hobo, klarinet, fagot, 2 trompetten, 2 hoorns, harp, slagwerk en strijkers) en orgel - tekst: Silja Walter naar schilderijen van Maria Hafner
- 2002 Alma Redemptoris Mater, voor sopraan, alt, tenor en achtstemmig gemengd koor - tekst: gregoriaans Marien-Hymne
- 2002 Auf, ihr Hirten, von dem Schlaf, naar een traditioneel kerstlied uit het kanton Wallis voor hoge stemmen (SSA) en orgel
- 2002 Im silbernen Wassergrund, voor gemengd koor en orgel - tekst: Silja Walter
- 2002 Noël, het kerstverhaal met kerstliederen in de vier Zwitserse talen (Duits, Frans, Italiaans en Reto-Romaans) voor sopraan, tenor, kinderkoor, gemengd koor, harp, orgel en brassband
- 2002 Peter und Paul-Messe, in vijf delen voor gemengd koor, samenzang en harmonieorkest - tekst: B. Schibli naar teksten van Petrus en Paulus
- 2003 Fries der Lauschenden, voor unisono koor en orgel - tekst: Silja Walter tot monumenten van Ernst Barlach
- 2004 Effata, voor gemengd koor en orgel - tekst: Carl Rütti
- 2006 Aus tiefer Not, voor achtstemmig gemengd koor - tekst: Maarten Luther
- 2006 Zu Babel ein Turm, oratorium in 11 delen, voor sopraan, alt, tenor bas, groot gemengd koor en orkest - tekst: Ulrich Knellwolf
- 2006 Kontemplation, voor 20-stemmig gemengd koor - tekst: Silja Walter
- 2007 Requiem, voor sopraan, bariton, twee gemengd koren, strijkorkest, harp en orgel

### Muziektheater

#### Musical
| Voltooid in | Titel | Uitvoeringen | Première              | Libretto | Verdere liedteksten | Choreografie |
| ----------- | ----- | ------------ | --------------------- | -------- | ------------------- | ------------ |
| 2008        | NIKKI |              | 29 augustus 2008, Zug |          |                     |              |

#### Toneelmuziek
- 2006 Haus der neuen Schöpfung - tekst: Silja Walter

### Werken voor koren
- 1976-1978 Buch der Bilder, zeven motetten voor solisten en 10-stemmig gemengd koor - tekst: Rainer-Maria Rilke
- 1986 Zwei Gesänge, voor gemengd koor - tekst: Friedrich Hebbel en Else Lasker-Schüler
- 1989 Cher (Obwaldner Sprüche), voor gemengd koor, jeugdkoor, voorzanger, groot orkest
- 1990 Sommernacht, voor gemengd koor en strijkorkest - tekst: G. Keller
- 1991 The moon, voor 10-stemmig gemengd koor - tekst: J. Brough, Sanskriet
- 1994 Alpha et Omega, voor sopraan, alt, tenor, bas en 10-stemmig gemengd koor (opdracht van het BBC-Symphony-Chorus, Londen)
- 1998 Two Madrigals, voor achtstemmig gemengd koor en unisono-koor - tekst: Matthew Poole 
  1. Taken
  2. I am born
- 2000 Leaves of Grass, voor achtstemmig gemengd koor - tekst: Walt Whitman
  1. Sing on
  2. Tears
  3. Weave in
- 2001 In wachsenden Ringen, voor 10-stemmig gemengd koor - tekst: Rainer-Maria Rilke
- 2003 An die Musik, voor dubbel-koor - tekst: Rainer-Maria Rilke
- Jona mitenand, voor gemengd koor en harmonieorkest - tekst: Claudia Murer-Rusterholz

### Vocale muziek
- 1976 Drei Lieder, voor sopraan en piano (of harp) - tekst: Silja Walter
- 1989-2001 Magnificat, voor sopraan, hobo, altviool, harp en vibrafoon
- 1991 Das Marien-Leben, voor mezzosopraan, harp en piano - tekst: Rainer-Maria Rilke
- 1993 Salve Regina, voor sopraan, viool en orgel
- 2004-2005 Die goldenen Zwanziger - Hommage à Heinrich Danioth, voor sopraan en brassband

### Kamermuziek
- 1978 Im Glockenstuhl deines Schweigens (7 Miniaturen tot P. Celan), voor harp en piano
- 1979 Hommage à Peter Wullimann, voor harp en altviool
- 1980 The secret rose (naar William Butler Yeats), voor viool en klavecimbel
- 1983 Concerto arlecchino, voor jazz-combo en blazers (2 klarinetten, 2 saxofoons, 2 trompetten, trombone, contrabas, 2 slagwerkers en piano)
- 1985/2003 Pastorale, voor harp en orgel
- 1989 Sextet, voor dwarsfluit, altfluit, hobo, klarinet, basklarinet en hoorn
- 1990 Suite pastorale, voor alpenhoorn en orgel
- 1991 Sonatine, voor altblokfluit en klavecimbel
- 1993 Sonata da chiesa, voor 3 trompetten en orgel
- 1997 Der Tanz des Gehorsams, voor harp en orgel - tekst: Silja Walter
- 1997 Pavane, voor viool en orgel
- 2003 En plein air, voor koperkwartet (2 cornetten, Es-hoorn, eufonium) (verplicht werk in de hoogste klasse tijdens het Zwitserse koperkwartet concours 2003)
  1. Brins d'herbe
  2. La sauterelle
  3. Le petit nuage
  4. Jet d'eau
- 2003 Partita da chiesa, voor 3 trompetten, orgel en slagwerk
- 2005 Söldner-Fantasie, voor alpenhoorn in Ges en orgel
- 2012 Dowland-Suite, voor Blokfluitkwintet

### Werken voor orgel
- 1975 Verkündigung
  1. Der Engel
  2. Das Mädchen
- 1981 Veni Creator naar de gregoriaanse hymne
- 1992 Lerche
- 1993 Tabor
  1. Berg der Verklärung
  2. Die Wolke
- 1998 Feuerzungen
- 2001 Die Himmelsleiter
  1. Der Traum
  2. Schwebend
  3. Zwitschernd
  4. Kreisend
  5. Das Windmühlerad
- 2003 Vita, het leven van de Heilige Fridolin in muzikale schilderijen
  1. Der Pilgerstab
  2. Die Traum-vision
  3. An fliessenden Wassern
  4. Der Baum
  5. Ursus, der tote Zeuge

### Werken voor piano
- 1968 Geese walking
- 1981 Das Stundenbuch
- 1988 Parabel
- 1994 Panta Rhei
- 2002 Nachts, naar een gedicht van Pfr. Heinz Egger
- 2003 Winterlandschaft, naar een olieverfschilderij van Karl Sauter voor piano vierhandig

### Werken voor klavecimbel
- 1997 Magnificat

### Werken voor harp
- 1983 Under der Linden, variaties over een Minnelied van Walther von der Vogelweide